# Яськив, Мария Франковна
Мария Франковна Яськив (укр. Марія Франківна Яськів; 21 октября 1913, с. Жирова, Округ Жидачов,  Королевство Галиции и Лодомерии, Австро-Венгрия   — 1998, Жирова) — украинский советский передовик производства, доярка колхоза имени Н. Хрущёва (затем — имени Жданова) Жидачевского района Дрогобычской (Львовской) области. Герой Социалистического Труда (26.02.1958).

## Биография
Родилась в крестьянской семье. Работала в сельском хозяйстве района.
С конца 1940-х годов — доярка колхоза имени Хрущёва (затем — имени Жданова, «Первое мая», «Завет Ильича») села Новое Село Жидачевского района Дрогобычской (Львовской) области.
Передовик производства. В 1955 году получила от каждой коровы по 3.492, в 1956 году — по 5.065, а в 1957 году — по 5.464 литра молока.
26 февраля 1958 году за выдающиеся успехи в работе по увеличению производства и сдачи государству сельскохозяйственных продуктов награждена золотой медалью «Серп и Молот» с вручением ордена Ленина. 
Член КПСС. Депутат Львовского областного совета народных депутатов 11-го созыва (в 1967—1969 годах).
После выхода на пенсию проживала в селе Жирова Жидачевского района Львовской области.